# Markus Pommer
Markus Pommer (ur. 27 stycznia 1991 roku w Heilbronn) – niemiecki kierowca wyścigowy.

## Życiorys

### Formuła BMW
Markus karierę rozpoczął w roku 1999, od startów w kartingu. W 2007 roku zadebiutował w serii wyścigów samochodów jednomiejscowych – Niemieckiej Formule BMW. W zespole ADAC Berlin-Brandenburg, Niemiec dziewięciokrotnie mieścił się w czołowej dziesiątce, najlepszy wynik uzyskując w pierwszym starcie, na torze Nürburgring, gdzie zajął szóstą lokatę. Zdobyte punkty sklasyfikowały go na 10. miejscu.

### Formuła Master
W kolejnym sezonie Pommer przeniósł się do Niemieckiej Formuły Masters. Reprezentując ekipę Team Abt Sportsline, Markus pięciokrotnie stawał na podium. Ponownie szczęśliwy okazał się główny wyścig na Nürburgringu, gdzie odniósł pierwsze w karierze zwycięstwo. W klasyfikacji generalnej uplasował się na 5. pozycji.

### Formuła 3 (2009-2011)
W 2009 roku awansował do Niemieckiej, w której ścigał się w barwach zespołu Zettl Sportsline Motorsport. Równa i konsekwentna jazda zaowocowała trzecim miejscem w końcowej klasyfikacji. W trakcie sezonu dwukrotnie zajął średni stopień podium (dwukrotnie w Oschersleben), z czego w drugim przypadku startował z pierwszej pozycji, po wywalczeniu pole position (przegrał z dominatorem serii, Belgiem Laurensem Vanthoorem).
W drugim sezonie startów Niemiec reprezentował barwy ekipy Brandl Motorsport. Pomimo większego doświadczenia, Markus osiągnął słabsze wyniki i ostatecznie został sklasyfikowany na 8. pozycji. Ponownie dwukrotnie mieścił się w pierwszej trójce, tym razem jednak na torze w Assen oraz Lausitz.
W roku 2011 Pommer (tym razem w Motopark) zanotował progres rezultatów. Markus czterokrotnie wizytował na podium, w tym dwukrotnie na trzeciej lokacie w kończącej sezon rundzie na torze Hockenheimring (do pierwszego startu startował z pierwszego pola startowego). Dwukrotnie uzyskał również najszybszy czas okrążenia. Uzyskane punkty sklasyfikowały go na 7. lokacie.

### Formuła 2
W sezonie 2012 zaangażował się w Formułę 2. Z dorobkiem 169 punktów ukończył sezon na czwartej pozycji w klasyfikacji generalnej.

### Porsche Supercup
Na 2013 rok Niemiec podpisał kontrakt z ekipą Lechner Racing Academy na starty w Porsche Supercup. W ciągu dziewięciu wyścigów, w których wystartował uzbierał łącznie 25 punktów. Dało mu to piętnastą pozycję w klasyfikacji generalnej.

### Auto GP
W 2014 roku Pommer poświęcił się startom w Auto GP World Series oraz w Niemieckiej Formule 3. W Auto GP siedmiokrotnie stawał na podium, w tym dwukrotnie na jego najwyższym stopniu. Z dorobkiem 179 punktów został sklasyfikowany na trzeciej pozycji w końcowej klasyfikacji kierowców. W niemieckiej edycji Formuły 3 Niemiec wystartował łącznie w 23 wyścigach, w ciągu których siedemnaście razy plasował się w czołowej trójce, odnosząc jednocześnie zwycięstwa w czternastu wyścigach. Uzbierane 424 punkty pozwoliły mu na zdobycie tytułu mistrza serii.

### Formuła 3
W sezonie 2015 Niemiec powrócił do startów w pojazdach F3. Podpisał kontrakt na cały sezon Europejskiej Formuły 3 z zespołem Motopark. Niemiec punktował w 16 z 33 wyścigów, jednak najwięcej odnotował w drugiej połowie sezonu, zwłaszcza na holenderskim torze Zandvoort, gdzie odniósł zwycięstwo i stanął na najniższym stopniu podium. 116,5 punktu (o jedno więcej od Duńczyka Mikkela Jensena) sklasyfikowało go na 9. miejscu w ogólnej punktacji.

## Wyniki

### Podsumowanie
| Sezon     | Seria                                    | Zespół                   | Wyścigi | Zwycięstwa | PP | NO | Podium | Punkty | Pozycja |
| --------- | ---------------------------------------- | ------------------------ | ------- | ---------- | -- | -- | ------ | ------ | ------- |
| 2007      | Formuła BMW ADAC                         | ADAC Berlin-Brandenburg  | 18      | 0          | 0  | 0  | 0      | 336    | 10      |
| 2008      | Formuła ADAC Masters                     | Team Abt Sportsline      | 16      | 1          | 1  | 0  | 5      | 108    | 5       |
| 2009      | ATS Formel 3 Cup                         | Zettl Sportsline         | 18      | 0          | 1  | 0  | 2      | 67     | 3       |
| 2010      | ATS Formel 3 Cup                         | Brandl Motorsport        | 18      | 0          | 0  | 0  | 2      | 40     | 8       |
| 2011      | ATS Formel 3 Cup                         | Motopark Academy         | 17      | 0          | 1  | 2  | 4      | 52     | 7       |
| 2012      | Formuła 2                                |                          | 16      | 3          | 4  | 2  | 5      | 169    | 4       |
| 2012/2013 | Porsche GT3 Cup Challenge Middle East    |                          | 2       | 0          | 0  | 0  | 2      | 42     | 19      |
| 2013      | Porsche Supercup                         | Lechner Racing Academy   | 9       | 0          | 0  | 0  | 0      | 25     | 15      |
| 2014      | Auto GP World Series                     | Super Nova International | 16      | 2          | 4  | 4  | 7      | 179    | 3       |
| 2014      | Niemiecka Formuła 3                      | Lotus                    | 23      | 14         | 11 | 10 | 17     | 424    | 1       |
| 2014      | Grand Prix Makau                         | Motopark                 | 1       | 0          | 0  | 0  | 0      | N/A    | 11      |
| 2015      | Europejska Formuła 3                     | Team Motopark            | 33      | 1          | 0  | 1  | 2      | 116,5  | 10      |
| 2015      | Masters of Formula 3                     | Team Motopark            | 2       | 0          | 0  | 0  | 1      | N/A    | 18      |
| 2015      | Grand Prix Makau                         | Team Motopark            | 1       | 0          | 0  | 0  | 0      | N/A    | 5       |
| 2016      | Blancpain GT Series Sprint Cup - Overall | Phoenix Racing           | 6       | 0          | 0  | 0  | 0      | 0      | NS      |
| 2016      | ADAC GT Masters                          | Phoenix Racing           | 14      | 0          | 0  | 0  | 9      | 30     | 25      |
| 2016      | Blancpain GT Series - Sprint Cup Silver  |                          |         |            |    |    |        | 61     | 5       |